# NGC 6322
NGC 6322 (другие обозначения — OCL 1000, ESO 278-SC6) — рассеянное скопление в созвездии Скорпион.
Этот объект входит в число перечисленных в оригинальной редакции «Нового общего каталога».